# Discosporangiales
Discosporangiales é uma ordem de algas marinhas da subclasse Discosporangiophycidae da classe Phaeophyceae (algas castanhas) que na sua presente circunscrição taxonómica inclui as famílias Choristocarpaceae e Discosporangiaceae.

## Descrição
A classe Discosporangiales agrega um pequeno grupo de algas feofíceas que constituem o grupo basal e o mais primitivo das Phaeophyceae, apresentando uma comparativa simplicidade morfológica, crescimento apical e estrutura filamentosa.

## Taxonomia e sistemática
Alguns autores consideram a ordem como táxon monotípico, integrando apenas a família Choristocarpaceae Kjellman, 1891.
A classificação mais comum é a seguinte:
- Ordem Discosporangiales
  - Família Choristocarpaceae Kjellman, 1891
    - Choristocarpus Zanardini, 1860
    - Discosporangium Falkenberg, 1878